# Bản Sen, Mường Khương
Bản Sen hay Bản Xen là một xã thuộc huyện Mường Khương, tỉnh Lào Cai, Việt Nam.

## Địa lý
Xã Bản Sen nằm ở phía nam của huyện Mường Khương, cách trung tâm huyện lỵ 35 km.
- Phía đông giáp xã La Pan Tẩn, huyện Mường Khương.
- Phía nam giáp xã Bản Cầm, huyện Bảo Thắng.
- Phía tây giáp xã Bản Lầu, huyện Mường Khương.
- Phía bắc giáp xã Lùng Vai, huyện Mường Khương.

Đây là một trong những xã vùng thấp của huyện Mường Khương. Xã có các dân tộc: Nùng chiếm 43%, Giáy, Tu Dí, Pa Dí, H'Mông, Mường, Kinh.

## Hành chính
Xã Bản Sen được chia thành 13 thôn: Suối Thầu, Cốc Hạ, Thịnh Ôi, Cốc Mui, Na Phả, Na Vai A, Na Vai B, Na Nối, Bãi Nghệ, thôn Bản Xen, Na Lin, Cùm Hoa, Phảng Tao.